# ラットマン
ラットマン（伊: Rat-Man）はレオ・オルトラーニによるイタリアの漫画。1989年から連載開始。
当初はスーパーヒーローのパロディーとして作られた作品だが、徐々に固有のキャラクターを確立した。主人公のラットマンは、自らをスーパーヒーローであると思い込んでいる。実はパワーも知識もないネズミなのだが、やる気と正義感によって難敵を幾度となく打ち負かす。ラットマンは純粋さと正義感を併せ持つヒーローである。この漫画の面白さの特徴は、ナンセンスギャグとパロディーの要素を含んでいる点にある。
アンダーグラウンド漫画として生まれたラットマンは、イタリアで最大の発行部数を誇る日刊紙ラ・レプッブリカの「世界の漫画クラシック」シリーズの一つに選ばれた。
イタリアではパニニ・コミックスから出版されている。
スペインでも翻訳・出版された（2001年〜2004年）。
2006年にはアニメシリーズも制作され、ライ（イタリア放送協会）が放映している。